# 鲁史镇
鲁史镇，是中华人民共和国云南省临沧市凤庆县下辖的一个乡镇级行政单位。

## 行政区划
鲁史镇下辖以下地区：
鲁史村、宝华村、鲁家山村、沿河村、金马村、古平村、金鸡村、凤凰村、犀牛村、力马柯村、永新村、河边村、团结村、永发村、羊头山村、老道箐村和新塘村。

## 中国传统村落
2012年，鲁史古集村、沿河村被评为首批“中国传统村落”。